# 5943 Lovi
5943 Lovi è un asteroide della fascia principale. Scoperto nel 1984, presenta un'orbita caratterizzata da un semiasse maggiore pari a 2,2213458 UA e da un'eccentricità di 0,1103133, inclinata di 5,93210° rispetto all'eclittica.